# Mimas christophi
Mimas christophi är en fjärilsart som beskrevs av Otto Staudinger 1887. Mimas christophi ingår i släktet Mimas och familjen svärmare. Inga underarter finns listade i Catalogue of Life.

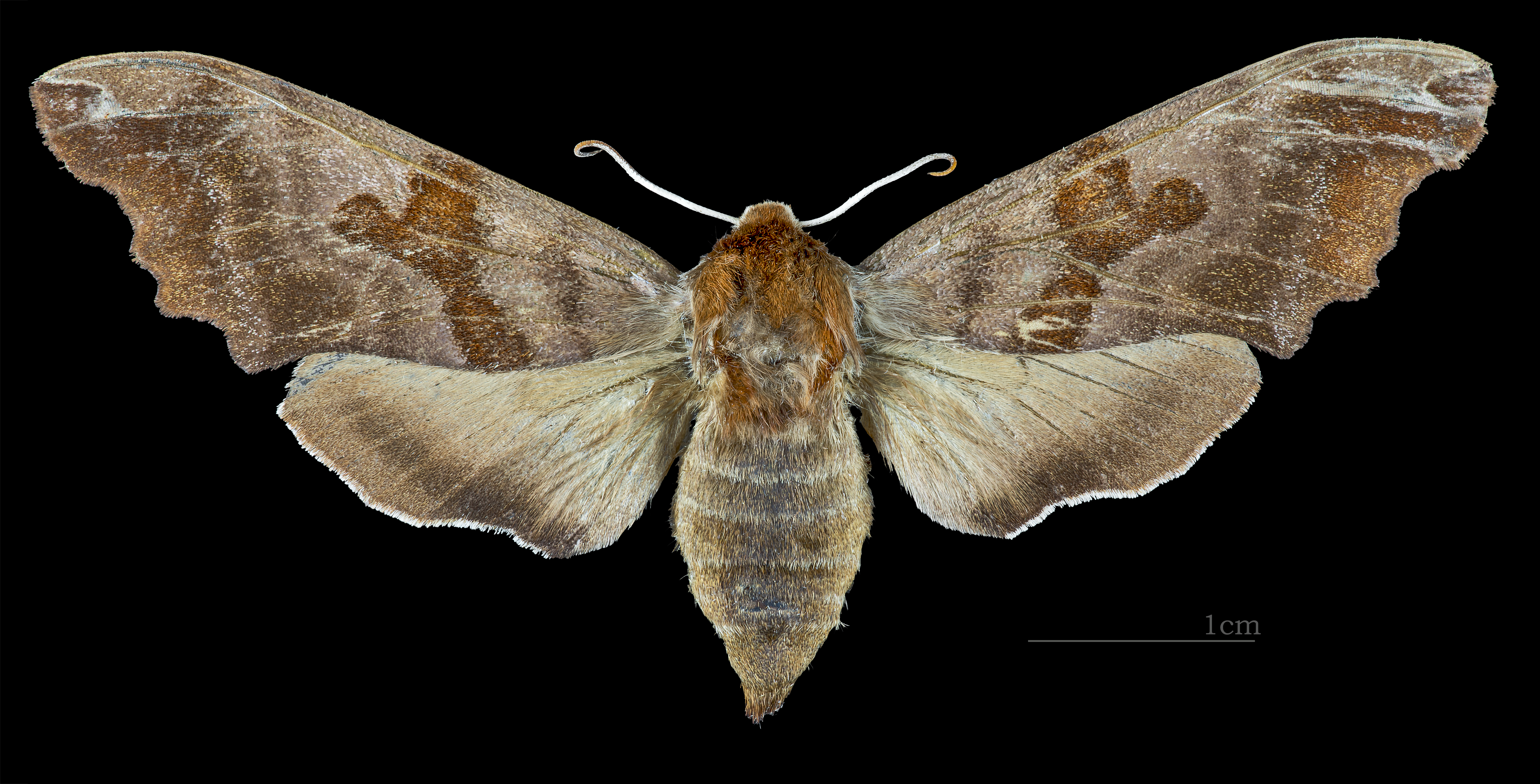
Mimas christophi  ♀
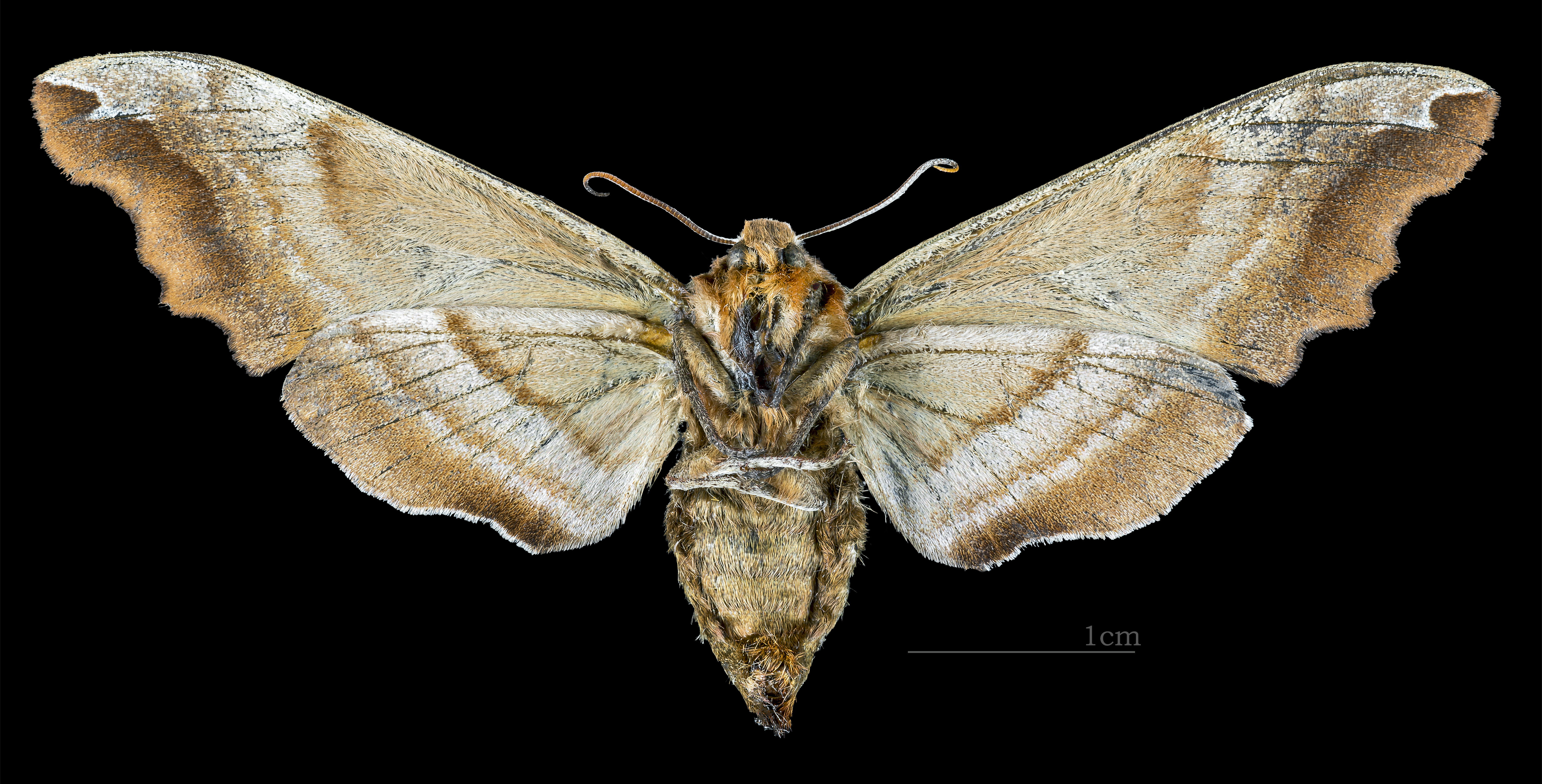
Mimas christophi ♀ △